# Fabian Holland
Fabian Holland (Berlino, 11 luglio 1990) è un calciatore tedesco, difensore del Darmstadt.

## Caratteristiche tecniche
È un terzino sinistro.

## Carriera

### Club
Ha giocato nella prima e nella seconda divisione tedesca.

### Nazionale
Ha giocato nella nazionale tedesca Under-20.

## Palmarès

### Club

#### Competizioni nazionali
- Campionato tedesco di seconda divisione: 1

Hertha Berlino: 2012-2013